# Apache OpenNLP
Apache OpenNLP — бібліотека інструментів, які використовують машинне навчання для обробки природної мови (ОПМ). Підтримуються найпоширеніші завдання ОПМ, такі як визначення мови, токенізація, сегментація речень, розмічування частин мови, розпізнавання іменованих сутностей, поверхневий аналіз, синтаксичний аналіз та кореферентна розмітка. Ці завдання зазвичай потрібні для створення просунутих сервісів по обробці тексту.